# Gotcha (videojoc)
Gotcha és una màquina recreativa desenvolupada per Atari i llançat a l'octubre de 1973. Va ser el quart joc de la companyia, després del Pong de 1972, que va marcar l'inici de la industria dels videojocs comercial, i el Space Race i Pong Doubles de 1973. En el joc, dos jugadors es mouen a través d'un laberint, que canvia contínuament amb el pas del temps. Un jugador, el Pursuer, intenta atrapar l'altre, el Pursued; si ho fan, es marca un punt i els jugadors restableixen posicions. El joc emet un so electrònic, que augmenta el ritme a mesura que el Pursuer s'apropa al Pursued, i cada joc dura un temps determinat.
Gotcha va ser dissenyat per Allan Alcorn, el dissenyador de Pong, i va ser construït un prototip per Cyan Engineering, l'empresa subsidiària de recerca i desenvolupament semi-independent d'Atari. El desenvolupament es va iniciar el juliol de 1973 com a part de l'estratègia d'Atari per desenvolupar diversos tipus de jocs per separar-se dels seus competidors, que van veure centrats principalment en la creació de clons de Pong. La cabina va ser dissenyada per George Faraco, inicialment amb les palanques de control encerades en cúpules rosades destinades a representar els pits. Tot i que aquest disseny va inspirar el fulletó publicitari sobre el qual apareix darrere d'un home que perseguia a una dona en una camisa de dormir, es va canviar per usar palanques de control regulars poc després del llançament.
El joc no va tenir èxit comercial; fonts posteriors van declarar que "suscita poc més que controvèrsia", tot i que una font afirma que es van vendre 3.000 unitats. A més del principal joc en blanc i negre, es van crear unitats limitades d'una versió de color tintada i una veritable versió multicolor del joc; aquest últim es creu que és la primera màquina recreativa en color.